# L'uomo senza passato (film 1962)
L'uomo senza passato (Les dimanches de Ville d'Avray) è un film del 1962 diretto da Serge Bourguignon, vincitore dell'Oscar al miglior film straniero.

## Trama
Pierre, un aviatore reduce di guerra, si reca a Ville-d'Avray, in Francia, dopo essere stato colpito durante un bombardamento nel quale precipita in un lago col suo velivolo. Ne esce miracolosamente vivo, ma l'incidente gli provoca vertigini, paura dell'acqua, dei rumori, e una quasi totale amnesia circa il suo passato, con l'unico terribile ricordo del viso piangente di una bambina che ha dovuto uccidere.
In cerca del suo passato, ogni giorno si reca alla stazione ferroviaria della città. Una sera incontra un uomo con la figlia dodicenne, la quale piange perché non vuole tornare in collegio dalle suore. Pierre, allo sguardo della bambina rimane colpito, carpendo in lei una luce di speranza nel recuperare il suo passato. Prega il padre di non farla piangere, ma questi lo liquida aspramente.
Venuto a sapere che il padre della bambina non tornerà più da lei, rimasta perciò sola al mondo, ogni domenica Pierre va dalle suore fingendo di essere il genitore, prendendo in custodia la bambina per un pomeriggio. L'amicizia sboccia ben presto tra Pierre e Françoise, questo il nome datole dalle suore poiché il suo vero nome non è cristiano; alla richiesta di rivelare il suo vero nome, lei risponde di ricambiare il gesto una volta che Pierre le avrà regalato il gallo in cima al campanile.
Il legame tra i due diviene sempre più stretto, il loro tenero rapporto è costellato di riti e simboli al di fuori del tempo e delle etichette della società. Lei, che per lui rappresenta l'unico ricordo e legame con la propria infanzia, promette di sposarlo una volta maggiorenne; lui, che per lei rappresenta l'unico contatto in grado di donarle amore, promette di non abbandonarla mai.
La notte di Natale, nel consueto parco in cui trascorrono i loro incontri, lei gli regala il dono più prezioso; appeso all'albero addobbato è un biglietto con su scritto il suo vero nome: Cybèle. Lui corre verso il campanile, vi sale e stacca il gallo sito sulla cima. Mentre torna da lei, un dottore venuto a conoscenza dell'insolito rapporto tra l'uomo e la bambina, avvisa la polizia. Nel parco, vedendo Pierre brandire un pugnale, simbolo della loro promessa di eterna fedeltà, gli agenti intervengono sparando l'uomo, uccidendolo, ponendo fine con lui al sogno della felicità di Cybèle.

## Distribuzione
Il film venne presentato in anteprima mondiale alla 23ª edizione del Festival di Venezia il 3 settembre 1962. La prima distribuzione pubblica si tenne a New York il 12 novembre 1962; in Francia uscì nelle sale il 21 novembre 1962, mentre nelle sale italiane uscì regolarmente a partire dal gennaio 1963, vietato ai minori di 14 anni.

## Critica
(Aggeo Savioli su l'Unità del 4 settembre 1962)
(Leo Pestelli su La Stampa del 12 gennaio 1963)
(Morando Morandini)
(L'Humanité)
(New York Times)
(New York Daily News)

## Riconoscimenti
- Premi Oscar 1963: miglior film straniero
- National Board of Review Awards 1962: miglior film straniero